# 庆
Pour les articles homonymes, voir Qìng.
Qìng est la transcription en hanyu pinyin du caractère chinois 庆. Il peut signifier Célébrer, féliciter.
Son caractère Unicode est 5E86.